# یواس‌اس ال‌اس‌تی-۹۰۳
یواس‌اس ال‌اس‌تی-۹۰۳ (به انگلیسی: USS LST-903) یک کشتی بود که طول آن ۳۲۸ فوت (۱۰۰ متر) بود. این کشتی در سال ۱۹۴۴ ساخته شد.